# تپه ارگ بردو
تپه ارگ بردو مربوط به دوران‌های تاریخی پس از اسلام است و در شهرستان تربت جام، بخش نصرآباد، روستای بردو واقع شده و این اثر در تاریخ ۲۷ مرداد ۱۳۸۲ با شمارهٔ ثبت ۹۵۹۵ به‌عنوان یکی از آثار ملی ایران به ثبت رسیده است.